# 蓮花路停車場
蓮花路停車場（葡萄牙語：Auto-Silo da Estrada Flor de Lótus），是位於澳門路氹城蓮花路的一個綜合停車場，位於前路氹邊檢大樓及現時澳門輕軌蓮花站東北側，其中重型汽車停車場於2009年10月16日開放啟用，為地庫停車場；而輕型車停車場為多層停車場，於2009年第四季動工興建，2011年8月29日開放使用。

## 歷史

### 重型客車停車場
2009年9月16日10:00，重型汽車停車場正式對外開放使用。該停車場共兩層，提供240個重型汽車泊車位，初期車輛停泊首24小時免費，逾時8米或以下重型汽車每小時收費4元，8米以上的重型汽車每小時收費則5元。該停車場總建築面積為30,728平方米，設有兩層，可提供86個8米以上至12米重型汽車泊車位，154個8米或以下重型汽車泊車位，停車場出入口均設於蓮花路。
2013年3月22日，因應輕軌路氹城段建造工程進展，蓮花路重型汽車停車場臨時關閉，期間使用該停車場的重型車輛可改停泊位於網球路及溜冰路的臨時重型車停泊區。
2018年12月28日，因應輕軌路氹城段相關建造工程已完成，重型汽車停車場地庫一層於當天15:00重開，提供64個長度8米或以下之重型汽車泊位以及44個長度8米以上之重型汽車泊位，日間及夜間收費劃一，分別為每小時4元及每小時5元。
2019年5月24日，本重型汽車停車場地面及地庫二層整治工程進行公開開標，共收到13份標書。最長施工期為210工作天。預計該年第4季動工。經開標程序後，所收到的13份標書中，全部標書被接納，工程造價介乎澳門幣一千九百六十多萬至澳門幣三千零九十多萬，工期由170工作天至200工作天。
2021年12月9日至2022年1月7日，對本重型車輛停車場和另外三個停車場管理經營進行公開招標；其後於2022年1月10日進行開標，交通事務局共收到10份標書，服務為期六年，預計中標公司將於該年4月接手管理。

### 輕型車停車場
2009年6月12日，土地工務運輸局就“路氹城蓮花路輕型車停車場建造承包工程”進行公開開標，共收到39份標書。預計工程將於同年第四季動工，最長施工期約365天，估計工程金額為8千萬澳門元左右。輕型車停車場座落於路氹城蓮花路，毗鄰路氹城司法警察分局，可為方便過境人士使用。
2009年7月24日，特區政府公報頒佈《第278/2009號行政長官批示》，公佈《蓮花路重型汽車停車場之使用及經營規章》，停車場建築位於蓮花路地底，合共提供240個向公眾開放的重型汽車車位，包括154個長度8米或以下之車位及86個長度8米以上之車位。
2011年8月29日00:00，輕型車停車場正式對外開放，當時不提供月票收費模式，所有停泊車輛均需按時收費，輕型汽車每小時或不足一小時收費三元，電單車每小時或不足一小時收費一元；出入口均設於蓮花路，同時新建有一行人天橋橫跨蓮花路與口岸相連接。
2012年8月下旬起，輕型車停車場正式安裝設備以採集上述停車場的車位餘額，並上載至交通事務局網頁和手機應用程式內發佈。
2013年1月30日，為配合澳門輕軌首期工程動工，周邊停車位取消。為填補相關泊車位，並鼓勵市民善用公共停車場，交通事務局以試驗形式豁免蓮花路停車場（輕型停車場）首12小時收費。
2013年6月11日，位於二樓的蓮花口岸行人天橋因輕軌蓮花口岸站建造需暫停使用並進行拆卸。
2013年6月18日，本停車場豁免收費措施由首12小時調整為首6小時豁免收費。
2013年9月24日，本停車場豁免收費措施取消，收費與所有公共停車場一致。
2016年6月1日，本停車場納入並實施第四階段公共停車場調整收費及相關安排，輕型汽車停泊日間收費每小時六元（澳門幣，下同）， 夜間每小時三元；電單車日間收費每小時二元，夜間每小時一元，同時取消月票規定，以明確落實月票「只退不補」政策。
2017年6月下旬，政府對本停車場和另外三個公共停車場管理經營進行招標。

## 建築結構
輕型車停車場為五層高獨立建築的停車設施，採用鋼筋混凝土結構，土地面積約3,596平方米，總建築面積為17,375平方米；樓高5層，高16米，其中地面層樓高3.40米；1至4樓高3.15米。初步預計可提供959個停車位，當中包括512個摩托車位、416個輕型汽車泊位和9個傷殘人士車位。摩托車位和傷殘人士車位主要設於地面層，輕型汽車位則設於1至4樓。停車場2樓設有一條行人天橋連接至路氹邊檢大樓和輕軌蓮花站，目前因興建輕軌橫琴線需要而拆除；另設有行人隧道連接至該停車場東北側的重型車輛停車場。

## 樓層分佈
| 樓層分佈 | 3F-4F | 輕型汽車車位                                                       |
| 樓層分佈 | 2F    | 輕型汽車車位／連接路氹邊檢大樓及蓮花站行人天橋（臨時拆除和重置中） |
| 樓層分佈 | 1F    | 輕型汽車車位                                                       |
| 樓層分佈 | GF    | 摩托車及殘疾人士車位                                               |
| 樓層分佈 | B1    | 行人隧道／重型汽車停車場                                           |
| 樓層分佈 | B2    | 重型汽車停車場                                                     |

## 交通

### 巴士
T355 蓮花路停車場（Auto-Silo da Estrada  Flor de Lótus）
路線：15、21A、25、25B、25BS、26、26A、50、102X、701X、N3、N6
T372 蓮花路／新濠影匯（Estrada Flor de Lótus / Studio City）
路線：25B、25BS、50、102X、701X、N6

### 輕軌
- █  氹仔線／ █  橫琴線蓮花站